# Australopithecus bahrelghazali
L'Australopithecus bahrelghazali (Michel Brunet 1995) è una specie fossile di ominide appartenente al genere Australopithecus.

## Ritrovamenti
Soprannominato Abel, (in omaggio al geologo Abel Brillanceau scomparso in Camerun)
il reperto KT 12 (Abel) consiste in un frammento di mandibola ritrovato a Koro Toro in Ciad nella valle del Bahr el Ghazal (fiume delle gazzelle)..
Questa specie è databile tra 3,5 e 3,0 milioni d'anni fa ed è pertanto coeva dell'Australopithecus afarensis.
La mandibola conserva un incisivo, i due canini e i quattro premolari. I denti sono molto robusti e ricordano quelli degli Australopithecus dell'Afar dai quali si distinguono per la forma della sinfisi mentoniera e per l'esistenza di tre radici nei premolari invece di due.
Fossili della stessa specie sono stati trovati su altri due siti..
A. bahrelghazali apparterrebbe ad una linea evolutiva distinta da A. afarensis. Questo non sorprenderebbe se si tiene conto che la distanza geografica tra Ciad ed Hafar è di 2.500 km.

## Ricostruzione ambientale
È il primo Australopithecus rinvenuto ad Ovest della Rift Valley. Il fossile proviene da un'arenaria poco consolidata che appartiene ad una serie sedimentaria di origine fluvio-lacustre. Nel corso della sedimentazione si sono avute fasi di evaporazione, avvenute in periodi asciutti.

La fauna associata comprende pesci gatto di grande taglia, tartarughe terrestri e acquatiche e coccodrilli dal muso allungato.

Tra i mammiferi: un ippopotamo, un elefante, un rinoceronte, un Hipparion e un Sivatherium (giraffide con corpo massiccio, collo corto e corna gigantesche) oltre a molte specie di antilopi e un suide.
La presenza di specie acquatiche, terrestri e anfibie, tipiche di boscaglia e di savana, fanno pensare che le ossa si siano depositate sulle rive di un grande lago, predecessore del lago Ciad, circondato da un simile ambiente.